# Eudaniela
Eudaniela is een geslacht van kreeftachtigen uit de klasse van de Malacostraca (hogere kreeftachtigen).

## Soorten
- Eudaniela casanarensis (M. R. Campos, 2001)
- Eudaniela pestai (Pretzmann, 1965)